# 中英庚款董事會舊址

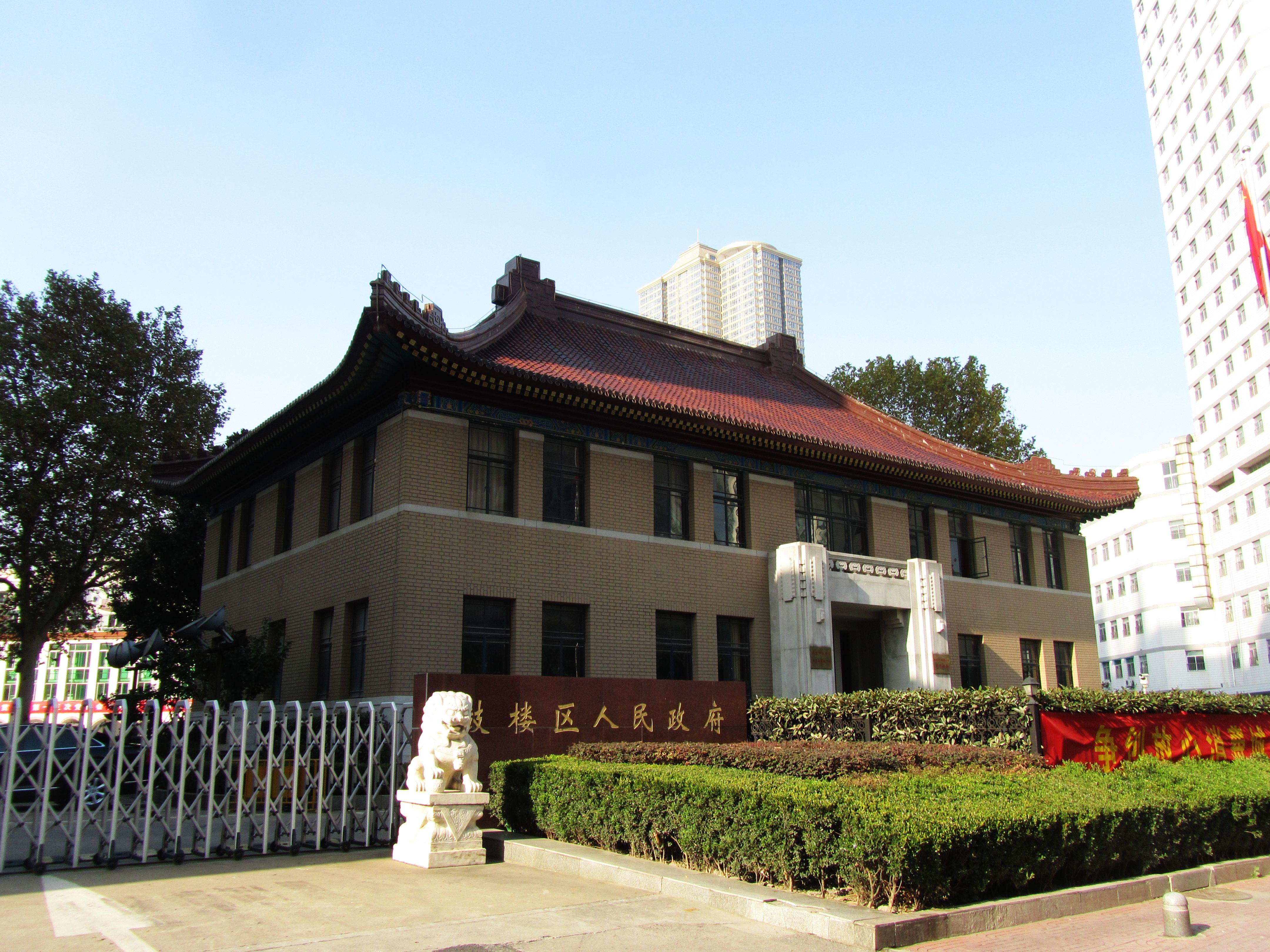
中英庚款董事會舊址，現南京鼓樓區政府

中英庚款董事會舊址是位於中國江蘇省南京市鼓樓區山西路124號的一棟建築。建築由楊廷寶設計，樓高兩層，完工於1934年。現在建築物由鼓樓區政府使用。